# イレブンスポーツ
イレブンスポーツ（Eleven Sports）は、複数の国で展開していたスポーツのインターネット配信会社である。本社はイギリス・ロンドンにあった。

## 概要
イレブンスポーツは、主に第三国での各種スポーツの配信を中心としている。2015年に設立され、まずベルギーとルクセンブルクでサービス開始。
2016年にポーランドでF1の、台湾でプレミアリーグの配信を開始。
2017年、アメリカのケーブルテレビチャンネルを買収し、Eleven Sports Networkとして運営していたが、2021年に売却されNext Level Sportsに改称。
2020年11月、サッカー専門の配信サイトであるMyCujooを買収したと発表。MyCujooはイレブンスポーツグローバルと改名し全世界向けに配信を行っている。
2022年4月、国際サッカー連盟（FIFA）公式配信サイト「FIFA+」のサポートを発表。
2022年9月、同じくロンドンに本社を置く同業大手のDAZNにより買収の合意があったと発表された。2022年12月31日付で東南アジアでのサービスを終了。
2023年2月15日付で正式にDAZN傘下となったが、日本法人はイージースポーツに改称し、ポーランド法人はポルサット傘下に残ったため離脱。その時点でサービスを展開する国・地域はイタリア・ベルギー・ポルトガル・台湾の4か国・地域となったが、そのうち既にDAZNが展開されているイタリア以外の3か国・地域にて7月よりDAZNがローンチされ、イレブンが保有するコンテンツが視聴できるようになった。最終的にイレブンスポーツブランドはDAZNに統合。一方でグローバルにて配信されていたサッカーコンテンツはFIFA+に移管された。